# Billaea edwardsi
Billaea edwardsi är en tvåvingeart som först beskrevs av Fritz Isidore van Emden 1947.  Billaea edwardsi ingår i släktet Billaea och familjen parasitflugor.
Artens utbredningsområde är Uganda. Inga underarter finns listade i Catalogue of Life.